# رافائل مانوئلیان
رافائل لوونی مانوئلیان (ارمنی: Ռաֆայել Լևոնի Մանվելյան؛  زادهٔ ۳ ژوئن ۱۸۹۶ - درگذشته ۳۰ آوریل ۱۹۷۸) پزشک، استاد اهل ارمنستان بود.

## زندگی‌نامه
وی در ۳ ژوئن ۱۸۹۶ در گاندزاک به دنیا آمد . همچنین برندهٔ جوایزی همچون نشان پرچم سرخ کار پزشک شایسته ارمنستان شوروی شده است. وی در ۳۰ آوریل ۱۹۷۸ در سن ۸۱ سالگی در ایروان درگذشت.

## یادداشت
1. ↑  բժշկական գիտությունների դոկտոր